# Frederik Hviid
Frederik Hviid (Las Palmas de Gran Canaria, 9 novembre 1974) è un ex nuotatore spagnolo.

## Carriera
Fortemente specializzato nei misti, si è laureato campione europeo sulla distanza dei 400 metri sia in vasca lunga che in quella corta, riuscendo nell'impresa nello stesso anno solare (1999).
Ha rappresentato la Spagna ai Giochi olimpici estivi di Atlanta 1996 e Sydney 2000.

## Palmarès
- Mondiali in vasca corta

Hong Kong 1999: bronzo nei 400m misti.
- Europei

Siviglia 1997: argento nei 400m misti.
Istanbul 1999: oro nei 400m misti.
- Europei in vasca corta

Sheffield 1998: argento nei 400m misti.
Lisbona 1999: oro nei 400m misti
Valencia 2000: argento nei 1500m stile libero e nei 400m misti.